# جوزپه گراسی (دوچرخه‌سوار)
جوزپه گراسی (انگلیسی: Giuseppe Grassi؛ زادهٔ ۱۵ مارس ۱۹۴۲) دوچرخه‌سوار اهل ایتالیا است.
وی در مسابقات کشوری و بین‌المللی در مجموع برندهٔ ۱ مدال طلا شده‌است.